# 商业区
商业区是指商业设施高度集中的地区，大多數位於城市的市中心，有便利的捷运站和行人徒步区連接週邊，因此拥有大量的人潮、商机和观光客。

## 商业区
傳統商业区一般建设在城市的市中心，从而相互促进发展，完善的商业区通常都会有一家或多家超大型商场、超市、购物中心，有时还会有特色街道（如：美食一条街、服装一条街、小吃一条街等）。不论是大商场还是小吃店都是商业区的重要组成部分。且通常是围绕一座大商场或大酒店就可以建立起简单的小型商业区。多种具有商业功能的设施分布密集，不但大大减少了消费者的交通成本，也大大提高了销售额度。
根據「零售店鋪活躍指數」定義，商圈也可以由「地緣區」概念解釋，亦即居民所認同的日常生活圈形成的共識地區，例如臺北市就可以分為152個地緣區，每個行政區內有7-9個不等的地緣區域。

## 配套设施

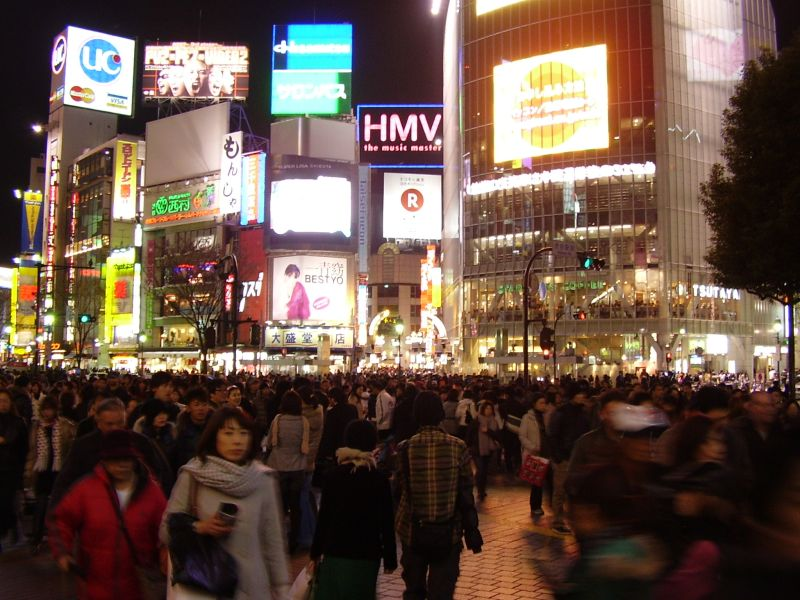
東京澀谷

完善的商业区不应该只有商业性设施，还需要具有
- 捷運站
- 完善的行人徒步区
- 友好安全的道路环境

以减低消费者附加成本以及商家入驻的附加成本。

## 城市
城市指人口较为稠密、工商业较为发达的地区，一般包括住宅区、工业区和商业区等机能分区，并且具备行政管辖功能。城市的行政管辖功能可能涉及较其本身更广泛的区域。城市中有楼房、街道和公园等公共设施。

### 城市规划
不同的城市，其各种功能性区域的发展程度也不同，旅游城市通常注重住宅区，并一部分发展商业区，遏制工业特别是重工业的发展。现代新兴商业城市以商业发展为主要目标，因此着重发展商业，住宅区次之。工业城市通常工业区发展较高。但住宅区和商业区却不易寻求投资者。

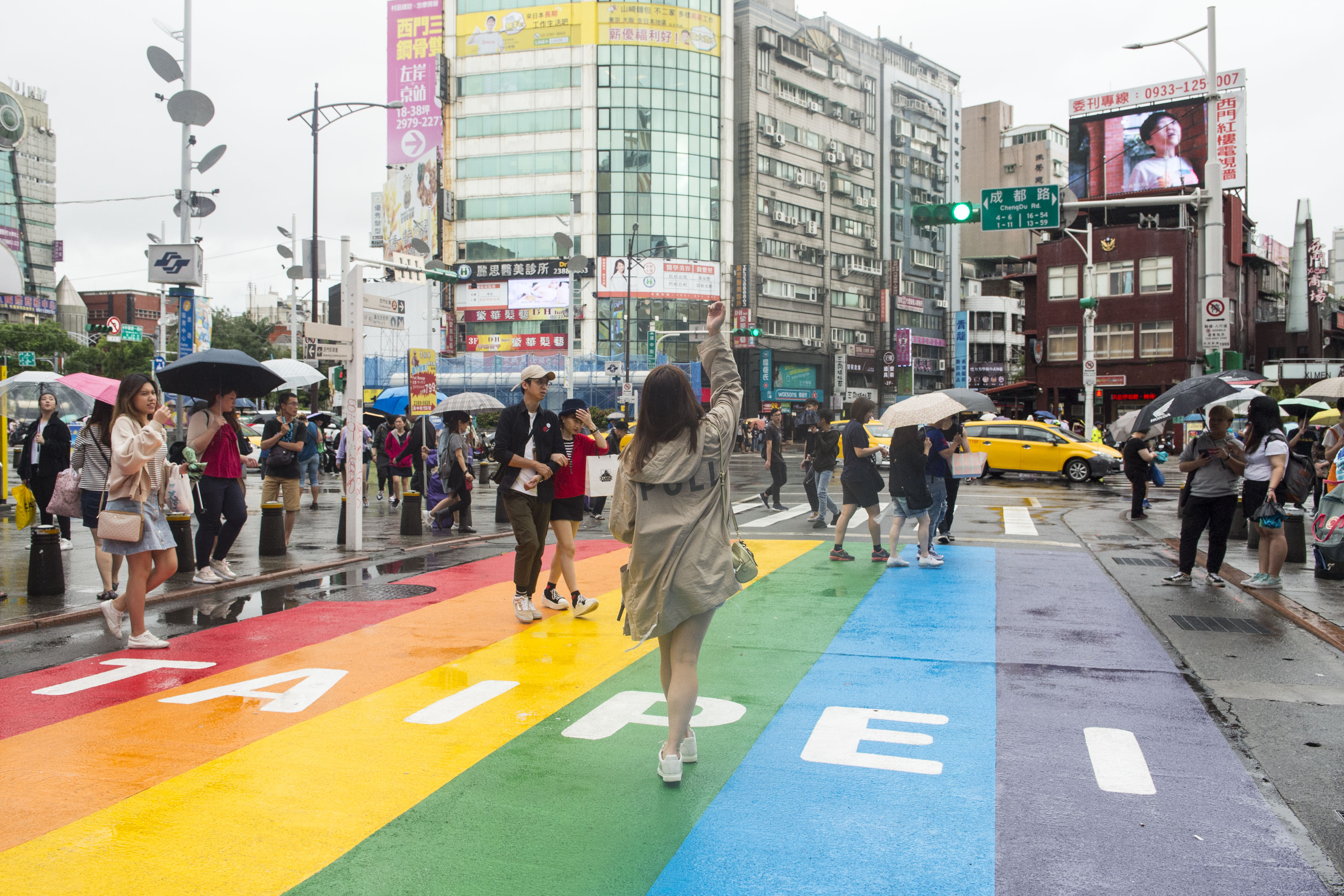
臺北市西門町

## 商业
商业是一种有组织的提供顾客所需的商品与服务的一种行为。中文之“商业”含义指社会分工出现的有组织的贸易行为，现代概念指流通领域的所有产业，多与贸易合称“商业贸易”。大多数的商业行为是通过以成本以上的价格卖出商品或服务来營利，如微软、索尼、IBM、联想集團、通用都是營利性的商业组织典型的代表。然而某些商业行为只是为了提供运营商业所需的基本资金，一般称这种商业行为为非營利性的，如各种基金会，以及红十字会等。

## 著名商业城市
- 纽约
- 倫敦
- 香港
- 東京
- 首爾
- 上海
- 台北
- 新加坡
- 吉隆坡
- 杜拜
- 孟買
- 巴黎
- 多倫多
- 芝加哥
- 舊金山
- 洛杉磯
- 波士頓
- 馬德里
- 巴塞羅那
- 墨西哥城
- 聖保羅
- 布宜諾斯艾利斯

## 外部連結
- residentialpark-sofia （页面存档备份，存于）

1. ↑  零售店鋪活躍指數. . 零售店鋪活躍指數.   [2021-02-09]. （原始内容存档于2021-01-16）.